# شهرام صارمی
شهرام صارمی زاده بهمن ۱۳۴۲ در شهر تهران، آهنگ ساز، نوازنده کمانچه و فعال حوزه موسیقی ایرانی است.
مقدمات موسیقی را نزد برادرش جهانشاه صارمی فراگرفت. با راهنمایی وی از سال ۱۳۶۲ آموزش کمانچه را نزد استاد هادی منتظری در کانون فرهنگی و هنری چاووش آغاز نمود. از سال ۱۳۶۸ با راهنمایی آقایان هادی منتظری و علی‌اکبر شکارچی به کلاس درس استاد اصغر بهاری راه یافت و به تکمیل آموخته‌های خود پرداخت. صارمی فعالیت حرفه ای خود را از سال ۱۳۶۷ آغاز و در همین زمینه برنامه‌های متعددی را در داخل و خارج از کشور برگزار نمود. وی فارغ‌التحصیل دانشکده موسیقی دانشگاه هنر است و علاوه بر نوازندگی و دانش موسیقی به سبب برگزاری بسیاری از برنامه‌های بزرگ در حوزۀ موسیقی مورد علاقه و وثوق هنرمندان حوزۀ موسیقی است.

## فعالیت‌های اجرایی و مسئولیت‌ها
1. مدیر اجرایی سی و چهارمین جشنواره موسیقی فجر ۱۳۹۷[۱][۲]
2. مدیر اجرایی سی و پنجمین جشنواره موسیقی فجر ۱۳۹۸ (استعفا به همراه مدیر مرکز موسیقی و رئیس جشنواره موسیقی)[۳][۴][۵]
3. رئیس انجمن موسیقی استان تهران[۶][۷][۸]
4. مدیر امور موسیقی سازمان فرهنگی هنری شهرداری تهران(۱۳۸۲–۱۳۷۶)[۹]
5. معاون آفرینش و اجرا و مدیر امور موسیقی فرهنگسرای ارسباران (۱۳۹۷–۱۳۷۷)[۱۰]
6. مدیر آموزش موسیقی حوزه هنری سازمان تبلیغات اسلامی(۱۳۷۲ – ۱۳۶۷).
7. مدیر اجرایی اولین ودومین جشنواره سرود کانون‌های موسیقی(۱۳۷۷)
8. مدیر اجرایی اولین، دومین و سومین جشنواره موسیقی خیابانی(۱۳۸۲–۱۳۸۰)
9. مدیر اجرایی اولین جشنواره تکنوازان جوان ۱۳۸۰
10. عضو هیئت داوران نخستین جشنواره تنبور نوازان (مرداد۱۳۹۹)[۱۱]
11. دبیر و برگزار کننده اولین و دومین نشست پژوهشی موسیقی دستگاهی ایران با موضوع: «بررسی شیوه‌های نوازندگی ساز کمانچه» با حضور استادان داود گنجه ای، مهدی آذرسینا، علی اکبر شکارچی، محمد مقدسی، هادی منتظری، سعید فرج پوری و اردشیر کامکار
12. عضو کانون مدرسین، نوازندگان و عضو شورای عالی موسیقی، انجمن صنفی هنرمندان موسیقی ایران. (۱۳۹۷–۱۳۹۸)
13. عضو پیوسته خانه موسیقی از بدو تأسیس تا سال۱۳۹۴.
14. عضو علی‌البدل هیئت مدیره کانون نوازندگان سازهای ایرانی(۱۳۸۰–۱۳۷۸).
15. مدرس دانشگاه سوره برای دوره‌های ردیف موسیقی دستگاهی ایران (۱۳۸۳).
16. مدرس موسیقی (ساز کمانچه) در کلاس‌های آزاد موسیقی دانشگاه هنر، دانشکده موسیقی(۱۳۷۶–۱۳۷۵)

## سایر فعالیت‌ها اجرایی
در سال‌های اخیر صارمی در سمت‌های مختلفی مانند دبیری جشنواره موسیقی فجر، برگزاری برنامه‌های متنوع برای پاسداشت بزرگان موسیقی و حمایت از جوانان علاقه‌مند گامی مؤثر در جهت اعتلای موسیقی سنتی و کهن ایران برداشته‌است.
- هماهنگی، برنامه‌ریزی واجرای بزرگداشت استادان و هنرمندان موسیقی ایران مانند حسین دهلوی، محمد میر نقیبی، ارسلان درگاهی، سید امرالله شاه ابراهیمی، سید خلیل عالی نژاد، ایرج بسطامی، رجب علی امیری فلاح، اسدالله ملک،کامران داروغه، مختوم قلی فراقی، شهریار فریوسفی، خاطره پروانه، بیژن کامکار، عطا جنگوک، اسماعیل مهرتاش، فرامرز پایور، فرهاد ارژنگی، منصور نریمان، محمد اسماعیلی، بهرام سارنگ، جلیل شهناز، داریوش صفوت، عباس خوشدل، احمد ابراهیمی، مصطفی پور تراب، حسن ناهید، حسین یوسف زمانی، محمود کریمی، تجلیل از سه استاد موسیقی ایران (محمد اسماعیلی، هوشنگ ظریف، سعید ثابت)، محمد ابراهیم باستانی پاریزی، احمد وثوق احمدی، سید قدمیار حسینی، اولین سالگرد درگذشت احمد ابراهیمی، بزرگداشت پنجمین و هفتمین سالگرد در گذشت فرامرز پایور، یادمان منصور نریمان، شیون فومنی، فرامرز رضاپور، فرهنگ شریف، پرویز مشکاتیان، میر اسماعیل صدقی آسا، مولاوردی خواجه وند، یدالله تیموری، حامد مهاجر، یوسف پوریا، محمد نوری، جواد بدیع زاده، مجید و حمید وفادار، ناصر زرآبادی، جواد لشگری، حسن مؤمن نژاد، سیاوش الهی نیاو ناصر فرهنگفر

تنها بخشی از فعالیت‌های اجرایی صارمی در سالهای اخیر است
- صارمی همچنین در چندین جشنوارۀ داخلی و خارجی به اجرای موسیقی پرداخته‌است که از آن جمله می‌توان به اجرای موسیقی گروه قشقایی «حاوا» درکشور ترکیه،[۱۲] اجرای موسیقی در جشنواره نمایش عروسکی "کارلواًدر کشور چک، اجرای کنسرت در چهل و ششمین دوره جشنواره فولکلور کرواسی، اجرای موسیقی در جشنوارهٔ نوروز۱۳۹۵، برلین، فرانکفورت و هامبورگ، شرکت در دوازدهمین، سیزدهمین و شانزدهمین دوره جشنواره موسیقی فجر و اجرای کنسرت‌های متعدد در کشورهای سوئد، ویتنام، و … اشاره کرد.

سرپرستی و همکاری با گروه‌های مختلف موسیقی ایرانی از جمله:"گروه‌های مختلف موسیقی دانشگاه هنر"،"گروه موسیقی دانشگاه آزاد اسلامی"،"بشارت"،"مشتاق"،"جوان"،"مرکز حفظ و اشاعه موسیقی سنتی ایران"،"اقبال آذر"،"گاهان" ،"حاوا"،"دیار"،"همایون مرکب"،"همنوازان سایه"

## مقالات و مصاحبه‌ها
وی صاحب چندین مقاله و مصاحبه در نشریات تخصصی و مجلات معتبر و دارای تالیفات متعددی در حوزه موسیقی است.
- اظهار نظرهای شهرام صارمی و نظرات کارشناسی حوزه موسیقی[۱۳][۱۴]
- یادداشت شهرام صارمی برای هفتاد سالگی حسین علیزاده[۱۵]

## آثار منتشر شده
| عنوان                  | سال انتشار | نقش                    | ناشر                                          |
| ---------------------- | ---------- | ---------------------- | --------------------------------------------- |
| آوای شور               | ۱۴۰۱       | نوازنده کمانچه         | مرکز موسیقی حوزه هنری اثری از کریم صالح عظیمی |
| آوای همایون            | ۱۴۰۱       | نوازنده کمانچه         | مرکز موسیقی حوزه هنری اثری از کریم صالح عظیمی |
| آلبوم پیام کوتاه(SMS)  | ۱۳۹۵       | نوازنده                | با آهنگسازی امیر رجبی                         |
| آلبوم خمار مستان       | ۱۳۹۵       | نوازنده                |                                               |
| آلبوم مقام شور         | ۱۳۹۴       | نوازنده                |                                               |
| آلبوم شاد باش          | ۱۳۹۴       | نوازنده                |                                               |
| آلبوم عشاق نامه        | ۱۳۹۳       | نوازنده                |                                               |
| آلبوم نشود فاش …       | ۱۳۹۲       | نوازنده                |                                               |
| البته واضح و مبرهن است | ۱۳۹۲       | ساخت موسیقی برای نمایش |                                               |
| زبان خانه وجود است     | ۱۳۹۲       | ساخت موسیقی برای نمایش |                                               |